# 大眼鼠長頜魚
大眼鼠長頜魚，為輻鰭魚綱骨舌魚目象鼻魚科的其中一種，於1914年由乔治·亚伯特·布兰洁描述，該物種分布於非洲剛果河流域，體長可達25公分。